# عصوية رملية ترويتسية
عصوية رملية ترويتسية (الاسم العلمي: Arenibacter troitsensis) هي نوع من البكتيريا، سلبية الغرام، تتبع جنس عصوية رملية.